# Douglas F3D Skyknight
Chiếc Douglas F3D Skyknight, (sau đổi tên thành F-10 Skyknight) là một kiểu máy bay tiêm kích phản lực hai động cơ cánh gắn giữa do Douglas Aircraft Company sản xuất tại El Segundo, California, và là một máy bay tiêm kích hoạt động trên tàu sân bay trong mọi điều kiện thời tiết. Nó đã phục vụ trong Hải quân và Thủy quân Lục chiến Hoa Kỳ, bắn rơi được nhiều chiếc MiG-15 tại Triều Tiên, và phục vụ như một nền tảng cho tác chiến điện tử tại Việt Nam. Chiếc máy bay này đôi khi được gọi không chính thức là "Skynight" (bỏ bớt ký tự "k").

## Thiết kế và phát triển

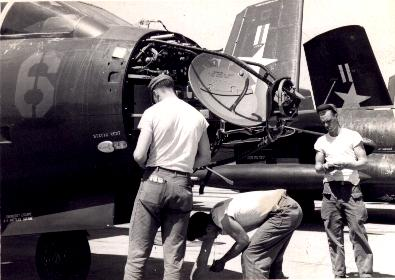
Maintenance on the Westinghouse APQ-35 radar of a Douglas F3D-2 Skyknight night fighter of Marine night fighter squadron VMF(N)-513 Flying Nightmares parked at airfield Kunsan in the Summer of 1953.

Kiểu F3D không phải là một máy bay tiêm kích thon thả nhanh nhẹn tiêu biểu, mà là một kiểu máy bay tiêm kích bay đêm được trang bị hệ thống radar mạnh mẽ và bổ sung thêm một thành viên đội bay thứ hai. Nó được khởi sự từ một yêu cầu của Hải quân Hoa Kỳ vào năm 1945 về một kiểu máy bay tiêm kích phản lực trang bị radar hoạt động trên tàu sân bay đảm nhiệm vai trò tiêm kích bay đêm. Nhóm thiết kế của Douglas dưới sự lãnh đạo của Ed Heinemann đã thiết kế thân máy bay chung quanh hệ thống radar đánh chặn trên không cồng kềnh vào thời đó, với cách bố trí phi công và người điều khiển radar ngồi cạnh nhau . Kết quả là một kiểu máy bay dáng rộng, sâu, thân rộng rãi. Thay cho ghế phóng, nó dùng một kiểu đường hầm thoát hiểm bên dưới, tương tự như đã được áp dụng cho chiếc A-3 Skywarrior.
Động lực được cung cấp bởi hai động cơ turbo phản lực Westinghouse J34 gắn ở gốc cánh của kiểu cánh ngang tiêu biểu của máy bay phản lực đời đầu. Chiếc F3D không giống một máy bay không chiến; thay vào đó, nó là một nền tảng ổn định cho hệ thống radar và bốn khẩu pháo 20 mm gắn bên dưới thân. Hệ thống radar trên chiếc F3D-1 là kiểu Westinghouse AN/APQ-35, kết hợp ba radar thực hiện các chức năng khác nhau: một radar tìm kiếm, một radar theo dõi mục tiêu và một radar cảnh báo đuôi. Sự phức tạp của hệ thống radar này, nguyên được chế tạo trước khi phát minh ra điện tử bán dẫn, đòi hỏi việc bảo trì căng thẳng để duy trì chúng hoạt động hoàn toàn. Hải quân Mỹ đã trao cho Douglas hợp đồng chế tạo ba chiếc nguyên mẫu XF3D-1 vào ngày 3 tháng 4 năm 1946, trong khi thiết kế cạnh tranh bị thua cuộc của Grumman biến thể thành kiểu F9F Panther sau này.
Chuyến bay đầu tiên của chiếcXF3D-1 diễn ra vào ngày 23 tháng 3 năm 1948 . Một hợp đồng sản xuất 28 chiếc F3D-1 được tiếp nối vào tháng 6 năm 1948. Chiếc F3D-1 được tiếp nối bởi phiên bản F3D-2, được đặt hàng lần đầu tiên vào tháng 8 năm 1948. Chiếc F3D-2 được dự định sẽ trang bị kiểu động cơ Westinghouse J46 trong những vỏ động cơ được mở rộng để thay thế kiểu động cơ J34-WE-32 của phiên bản F3D-1. Tuy nhiên, những vấn đề về sự phát triển kiểu J46 đưa đến việc chiếc F3D-2 phải trang bị động cơ J34-WE-36 thay thế. Phiên bản F3D-2 cũng được nâng cấp hệ thống radar Westinghouse AN/APQ-36 được cải tiến. Có 237 chiếc F3D-2 đã được chế tạo trước khi việc sản xuất kết thúc vào ngày 23 tháng 3 năm 1952. Một phiên bản F3D-3 có tính năng bay cao với kiểu cánh xuôi và động cơ J46 đã được vạch kế hoạch, nhưng đã bị hủy bỏ khi chương trình phát triển kiểu động cơ J46 đầy trục trặc được chấm dứt.

## Lịch sử hoạt động

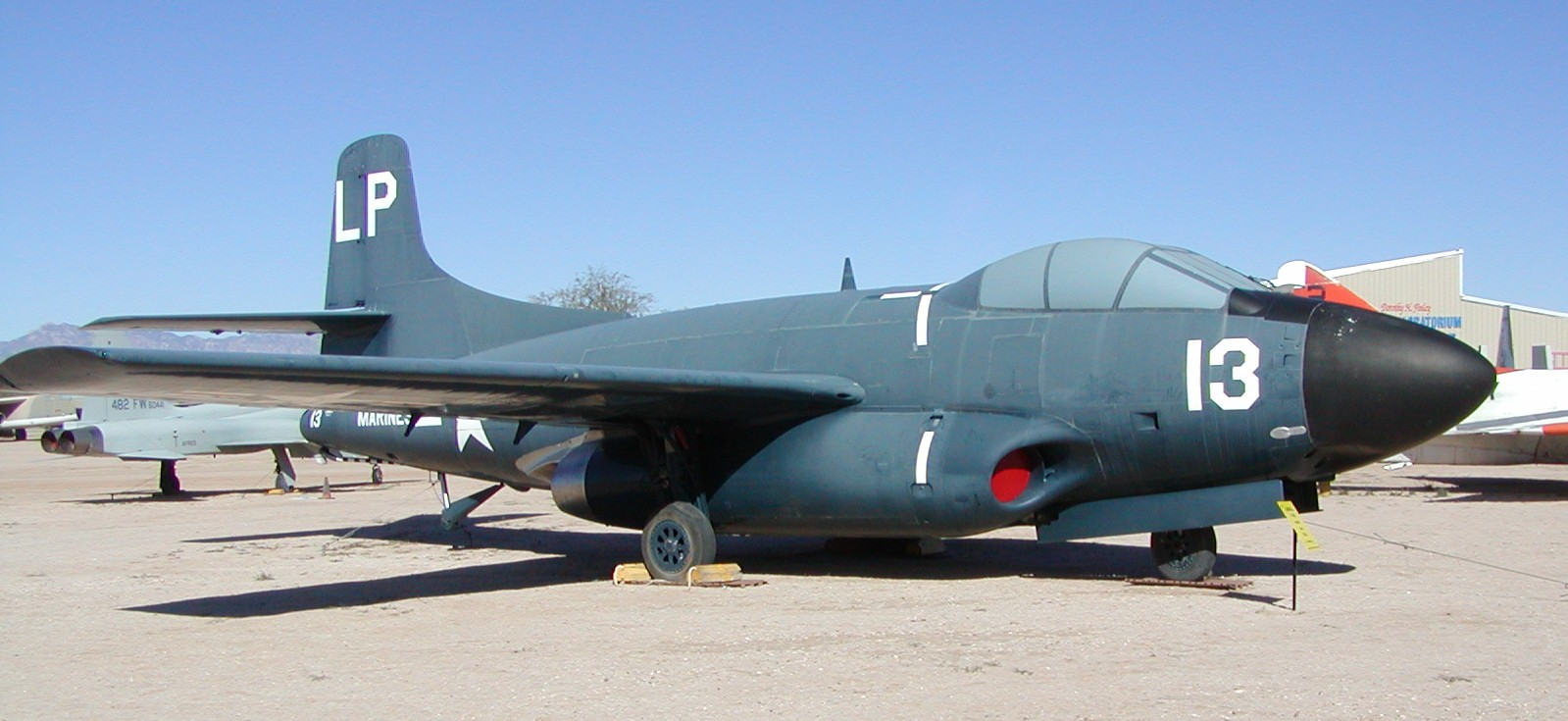
Chiếc F3D Skyknight được trưng bày tại Bảo tàng Hàng không Pima, Tucson, Arizona.

Một số ít những chiếc F3D-1 được sử dụng chủ yếu để huấn luyện các đội bay F3D và chúng không tham gia chiến đấu. Tuy nhiên, phiên bản F3D-2 đã hoạt động rộng rãi trong Chiến tranh Triều Tiên và tiêu diệt được nhiều máy bay địch tại Triều Tiên hơn bất kỳ kiểu máy bay tiêm kích nào khác của Hải quân hay Thủy quân Lục chiến . Chúng được sử dụng như máy bay tiêm kích hộ tống, hộ tống những chiếc máy bay ném bom B-29 Superfortress trong những phi vụ ném bom ban đêm, đồng thời cũng thực hiện những phi vụ đánh chặn và can thiệp ban đêm. Cho đến hết chiến tranh, những chiếc Skyknight đã bắn rơi được sáu máy bay đối phương (một chiếc Polikarpov Po-2 và năm chiếc Mikoyan-Gurevich MiG-15) mà không bị thiệt hại. Chiến công không chiến đầu tiên diễn ra vào ngày 3 tháng 11 năm 1952 với một chiếc F3D-2 của Thủy quân Lục chiến Hoa Kỳ do Thiếu tá William T. Stratton, Jr. và nhân viên radar Thượng sĩ Hans C. Hoglind thuộc phi đội VMA-513 điều khiển.
Trong những năm sau cuộc Chiến tranh Triều Tiên, chiếc F3D dần được thay thế bởi những kiểu máy bay phản lực mạnh hơn và có những hệ thống radar tốt hơn. Tuy vậy, sự nghiệp phục vụ của nó chưa kết thúc; thân rộng rãi và độ ổn định của nó làm cho nó dễ dàng chuyển đổi sang những vai trò khác. Chiếc F3D (dưới những phiên bản F3D-1M và F3D-2M) được sử dụng trong việc phát triển một số hệ thống tên lửa không-đối-không trong những năm 1950, bao gồm các kiểu tên lửa Sparrow I, II, và III cùng tên lửa Meteor. Chiếc F3D-2M trở thành máy bay phản lực hoạt động đầu tiên của Hải quân Mỹ được trang bị tên lửa không-đối-không kiểu Sparrow I, một loại tên lửa dẫn hướng bằng chùm radar điều khiển bởi đội bay để kiểm soát đường bay của tên lửa. Chỉ có 38 chiếc gồm 12 chiếc F3D-1M và 16 chiếc F3D-2M được cải biến để mang kiểu tên lửa này. Vào cuối những năm 1950, một số chiếc F3D-2 của Thủy quân Lục chiến được cải biến thành máy bay chiến tranh điện tử và được đặt tên lại thành F3D-2Q (sau này là EF-10B). Tương tự, một số chiếc cũng được cải biến thành máy bay huấn luyện và được đặt tên lại là F3D-2T.
Những chiếc Skyknight tiếp tục phục vụ đến giữa những năm 1960 trong màu sơn trắng, trong khi những chiếc cùng thời với nó đã được cho nghỉ hưu từ lâu. Vào năm 1962, Khi Hải quân và Không quân Hoa Kỳ thống nhất với nhau về cách đặt tên máy bay, chiếc F3D-1 được đặt tên lại là F-10A trong khi chiếc F3D-2 được gọi là F-10B. Kiểu EF-10B đã phục vụ trong vai trò phản công điện tử trong Chiến tranh Việt Nam cho đến năm 1969. Thủy quân Lục chiến Mỹ đã cho nghỉ hưu những chiếc EF-10B cuối cùng vào năm 1970. Một số chiếc tiếp tục bay như là nền tảng thử nghiệm cho hãng Raytheon đến tận những năm 1980.
Khi Hải quân Mỹ mở gói thầu về một kiểu máy bau tiêm kích mang tên lửa để phòng thủ hạm đội vào năm 1959, Douglas đã tham gia với thiết kế chiếc F6D Missileer, một phiên bản nâng cấp và mở rộng chiếc F3D có khả năng mang tên lửa tầm xa AAM-N-10 Eagle, cùng các tính năng quan trọng nhất như mang được trữ lượng nhiên liệu lớn, đội bay gồm hai người, và các thiết bị điện tử tinh vi, hơn là chú trọng đến tốc độ hay độ cơ động. Đề án này không lâu sau bị hủy bỏ, nhưng hệ thống tên lửa sau đó được tiếp tục phát triển thành kiểu AWG-9 Phoenix dành cho chiếc F-14 Tomcat. Cấu hình chung về động cơ và kiểu cánh sau này sẽ lại xuất hiện trong thiết kế chiếc Northrop A-9 trong dự án AX.

## Các phiên bản
XF3D-1
Ba chiếc nguyên mẫu, trang bị động cơ J-34-WE-32 và bốn pháo trước mũi.
F3D-1
Phiên bản sản xuất, trang bị động cơ J-34-WE-24, được đổi tên thành F-10A vào năm 1962, có 28 chiếc được chế tạo.
F3D-1M
Kiểu F3D-1 được cải biến để mang tên lửa.
F3D-2
Phiên bản nâng cấp trang bị động cơ J-34-WE-36, -36A hay -28 trong khung được mở rộng, được đổi tên thành F-10B vào năm 1962, có 237 chiếc được chế tạo.
F3D-2B
Kiểu F3D-2 được cải biến để mang vũ khí đặc biệt MK-7 và MK-12.
F3D-2M
Kiểu F3D-2 được cải biến để mang tên lửa, mang được bốn quả Sparrow, được đổi tên thành MF-10B vào năm 1962, có 16 chiếc được cải biến.
F3D-2Q
Kiểu F3D-2 được cải biến thành phiên bản trinh sát điện tử, được đổi tên thành EF-10B vào năm 1962, có 30 chiếc được cải biến.
F3D-2T
Kiểu F3D-2 được cải biến phiên bản huấn luyện radar.
F3D-2T2
Phiên bản nâng cấp F3D-2T, được đổi tên thành TF-10B vào năm 1962.
F3D-3
Phiên bản dự định nâng cấp F3D-2 với cánh xuôi, có 287 chiếc được dự định chế tạo nhưng bị hủy bỏ.
F-10A
Phiên bản F3D-1 được đổi tên vào năm 1962.
F-10B
Phiên bản F3D-2 được đổi tên vào năm 1962.
EF-10B
Phiên bản F3D-2Q được đổi tên vào năm 1962.
MF-10B
Phiên bản F3D-2M được đổi tên vào năm 1962.
TF-10B
Phiên bản F3D-2T2 được đổi tên vào năm 1962.

## Các nước sử dụng
Hoa Kỳ
- Hải quân Hoa Kỳ
- Thủy quân Lục chiến Hoa Kỳ

## Đặc điểm kỹ thuật (F3D-2)
Tham khảo: Standard Aircraft Characteristics F3D-2 "Skyknight" 

### Đặc tính chung
- Đội bay: 2 người
- Chiều dài: 13,85 m (45 ft 5 in)
- Sải cánh: 15,24 m (50 ft 0 in); 8,18 m (26 ft 10 in) khi xếp lại
- Chiều cao: 4,90 m (16 ft 1 in)
- Diện tích bề mặt cánh: 37,2 m² (400 ft²)
- Lực nâng của cánh: 383 kg/m² (53,4 lb/ft²)
- Trọng lượng không tải: 6.813 kg (14.989 lb)
- Trọng lượng có tải: 9.715 kg (21.374 lb)
- Trọng lượng cất cánh tối đa: 12.151 kg (26.731 lb)
- Động cơ: 2 x động cơ Westinghouse J34-WE-36 turbo phản lực lực đẩy 3.400 lbf (15,1 kN) mỗi động cơ

### Đặc tính bay
- Tốc độ lớn nhất: 852 km/h (460 knot, 529 mph)
- Tốc độ bay đường trường: 731 km/h (395 knots, 454 mph)
- Tốc độ chòng chành: 149 km/h (80,6 knot, 93 mph)
- Tầm bay tối đa: 2.212 km (1.195 nm, 1.374 mi) với 2 thùng nhiên liệu 150 gallon
- Trần bay: 11.200 m (36.700 ft)
- Tốc độ lên cao: 15,1 m/s (2.970 ft/min)
- Tỉ lệ lực đẩy/khối lượng: 0,32

### Vũ khí
- 4 x pháo Hispano-Suiza HS.404 20 mm (0,787 in), 200 viên đạn mỗi khẩu
- 2 x 909 kg (2000 lb) bom
- 4 × tên lửa không-đối-không AIM-7 Sparrow-I (F3D-2M)

## Nội dung liên quan

### Máy bay liên quan
- F6D Missileer

### Máy bay tương tự
- De Havilland Sea Vixen
- F-89 Scorpion

### Trình tự thiết kế
- Hải quân trước năm 1962: XFD - (FD) - (F2D) - F3D - F4D - F5D - F6D
- Thống nhất sau năm 1962: YF-7 - F-8 - F-9 - F-10 - F-11 - YF-12 - F-14

### Danh sách liên quan
- Danh sách máy bay chiến đấu
- Danh sách máy bay quân sự Hoa Kỳ